# Betta strohi
Бійцівська рибка Штро (Betta strohi) — тропічний прісноводний вид риб з родини осфронемових (Osphronemidae), підродина макроподових (Macropodusinae).
Отримав назву на честь німецького священника-місіонера та натураліста-аматора Г. Штро (нім. H. Stroh), який відкрив цей вид.
Належить до групи видів Betta foerschi, що складається з B. foerschi, B. strohi та B. mandor.
Статус Betta strohi як окремого виду оскаржується рядом авторів, існує думка, що він може бути лише локальною варіацією Betta foerschi.

## Опис
Максимальна загальна довжина 7 см. Розмір досліджених 17 зразків становив 29,2-42,8 мм стандартної (без хвостового плавця) довжини. Загальна довжина становить 127,0-141,4 % стандартної. Тіло стиснуте з боків. Його висота трохи збільшується від грудних плавців до спинного, де досягає свого максимального значення (24,4-27,6 % стандартної довжини), тоді знову поступово зменшується. Лінія спини має помітний злам між головою та тілом. Голова широка, майже циліндрична. Довжина голови становить 30,3-34,7 % стандартної довжини. Рот кінцевий, зорієнтований догори. Кінчик морди прямий, розташований нижче центра ока. Спинний плавець має 1 твердий і 7-8 м'яких променів, анальний 2 твердих і 24-26 м'яких, хвостовий 11 основних променів, черевні по 6, грудні по 11-12 променів. Хвостовий плавець ланцетоподібний, анальній ззаду загострений, грудні округлі. У бічній лінії 30-31 луска. Черевні та анальний плавці в самців довші, ніж у самок.
Самці Betta strohi забарвлені інтенсивніше за самок. Основне забарвлення голови та тіла в самців чорно-коричневе із синім відтінком. Кожна лусочка у верхній половині тіла має яскраву зелену цятку. На зябрових кришках розташовані дві короткі яскраві смуги оранжево-червоного кольору. Спинний плавець світлий, зеленкувато-коричневий, анальний синій, грудні безбарвні. Деякі риби мають на анальному та хвостовому плавцях білу зовнішню облямівку. Черевні плавці сині, ближче до краю стають темнішими, майже чорними, а кінчик білий. Забарвлення самок коричнювате зі слабкою поздовжньою смугою. Темна розмита пляма присутня на основі хвостового плавця. Смуги на зябрових кришках у самок золотаві.

## Відмінності відB.foerschi
Betta strohi дуже близька до B. foerschi. Від свого близького родича вона відрізняється розташуванням грудного плавця (він посаджений трохи вище), більшим діаметром очей, меншою шириною голови та деякими іншими морфологічними показниками. B. foerschi здається більш масивною в порівнянні з B. strohi. Забарвлення у B. strohi помітно темніше, має більше синіх тонів, тоді як у B. foerschi переважають червонуваті відтінки. Крім того, спостереження за поведінкою цих риб в акваріумі показали, що B. foerschi поводиться набагато активніше й тримається переважно у відкритій воді й біля поверхні, тоді як B. strohi проводить більшу частину часу біля дна, ховаючись серед листя рослин і випливає звідти лише під час годівлі.

## Поширення
Бійцівська рибка Штро поширена в індонезійській частині острова Калімантан, на заході провінції Центральний Калімантан. Був виявлений в районі Сукамара (індонез. Kabupaten Sukamara), басейн річки Джелай (індонез. Sungai Jelai-Bila). Водиться в так званих «чорних водах».

## Розмноження
У Betta strohi самець виношує ікру в роті. Залежно від температури, він інкубує її від 12 до 17 днів.

## Утримання в акваріумі
Через те, що вид походить із чорних вод, при утриманні в акваріумі він потребує м'якої кислої води, яка добре фільтрується. Для пари риб потрібен акваріум на 75 літрів. Температура води в межах 23-25 градусів.